# Colonizzazione sovietica della Prussia Orientale

La demolizione della torre del Palazzo Reale di Königsberg (secondo Brežnev un segno del "militarismo prussiano") rappresenta un esempio di degermanizzazione della regione.

La locuzione colonizzazione sovietica della Prussia Orientale definisce il processo con cui alcune aree degli ex territori orientali appartenuti alla Germania hitleriana furono ceduti all'Unione Sovietica e, successivamente, insediati dai sovietici alla fine della seconda guerra mondiale in Europa.
Prima della guerra, la Prussia Orientale apparteneva alla Germania ed era abbastanza densamente popolata da tedeschi e slavi (soprattutto polacchi). In seguito alla Conferenza di Potsdam del 1945, la Prussia Orientale fu divisa tra Polonia e Unione Sovietica in un rapporto di due a uno, approssimativamente lungo la Linea Curzon.

## Contesto

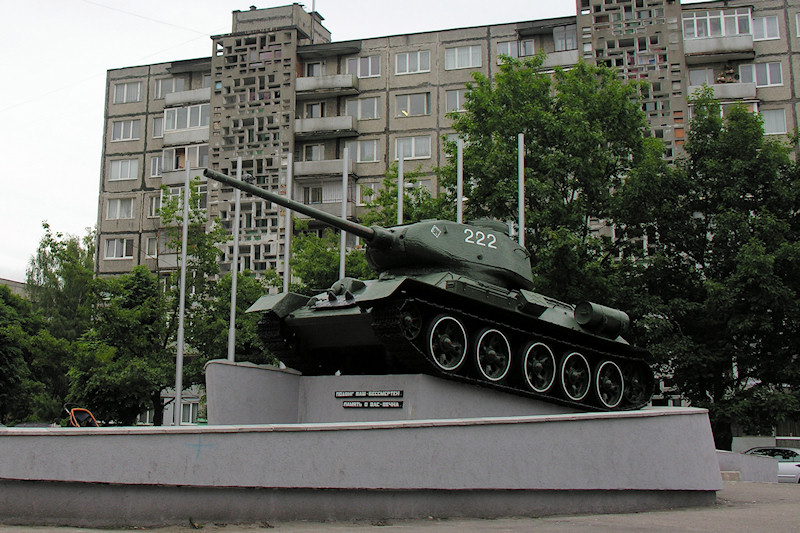
Monumento a Kaliningrad sotto forma di carro armato sovietico T-34 del fronte orientale.

Storicamente, la Prussia fino al Medioevo era abitata da tribù slave (slave balte) e balte, la più grande delle quali erano i prussiani, da cui la Prussia prese il nome. Dopo la conquista e la germanizzazione, parte della popolazione mantenne cognomi slavi (Virchow, Grumbkow, Dossow, Lützow, Vierow, Schwerin, Schmettow, Jagow e altri).
Nel dicembre 1941, in un incontro tra Iosif Stalin e Vjačeslav Michajlovič Molotov con il Segretario di Stato per gli affari esteri, del Commonwealth e dello sviluppo Anthony Eden, i sovietici sollevarono la questione di annettere parte della Prussia Orientale all'URSS e alla Polonia come compensazione per le perdite della guerra. Stalin espresse quindi le rivendicazioni sovietiche su Königsberg alla Conferenza di Teheran del 1943, definendo la Prussia Orientale "terre originariamente slave".
Il 9 aprile 1945, il centro della Prussia Orientale, la città di Königsberg, fu conquistato dalle truppe sovietiche e il 25 aprile 1945 conquistarono il Palazzo Reale e il porto libero dai ghiacci di Pillau. La conseguenza fu l'evacuazione della popolazione tedesca, che presumeva una pulizia etnica da parte dell'Armata Rossa. La Prussia Orientale era già un territorio sviluppato e, quindi, non fu necessario per i sovietici fondare nuovi insediamenti.

## La colonizzazione

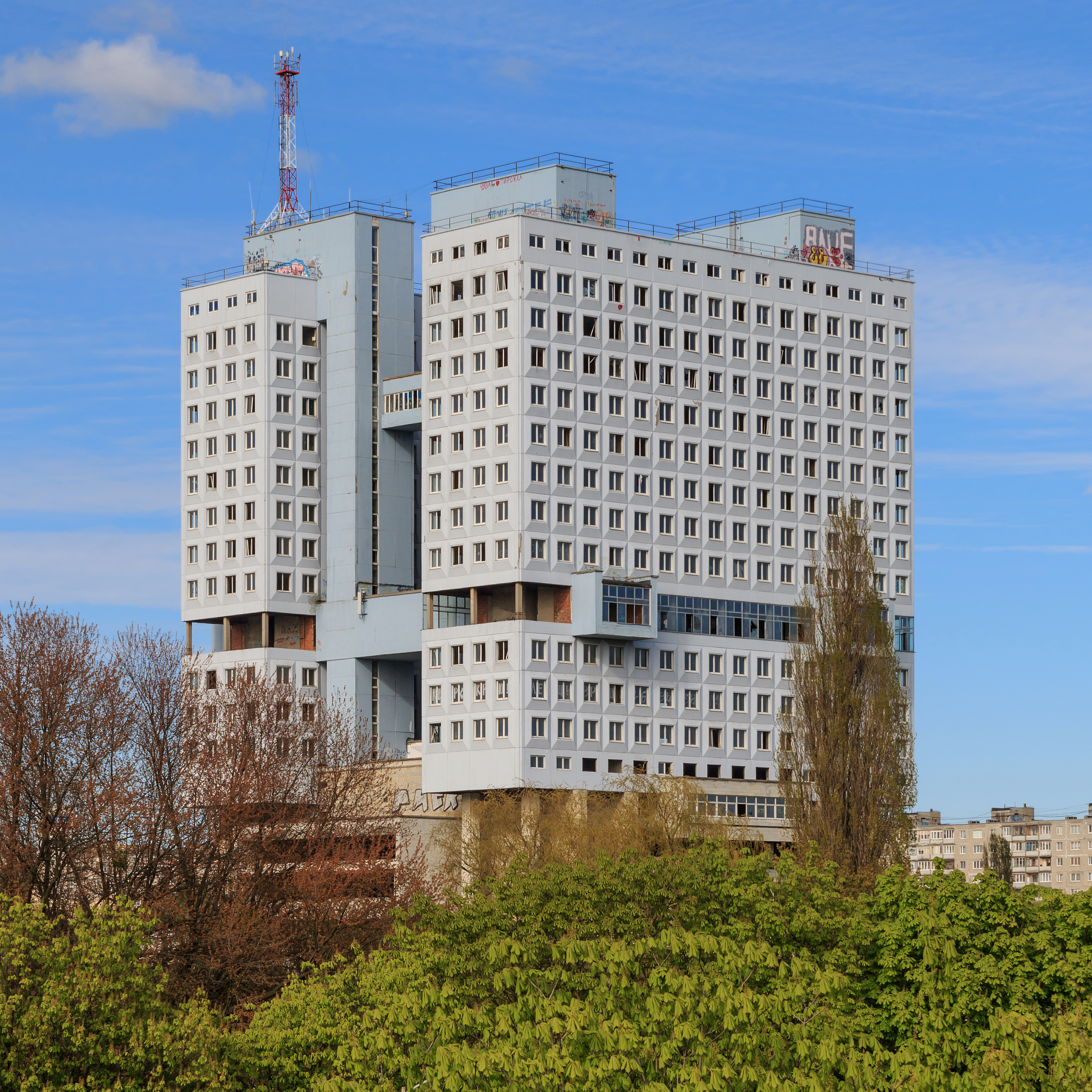
La Casa dei Soviet, situata sui ruderi del castello.

Il 9 luglio 1946, il Consiglio dei ministri dell'Unione Sovietica adottò la risoluzione n. 1522 "Sulle misure prioritarie per l'insediamento delle aree e lo sviluppo dell'agricoltura nell'oblast' di Kaliningrad". Da agosto nell'oblast' è stato organizzato un massiccio arrivo di migranti da 27 oblast' della Russia, 8 oblast' della Bielorussia e 4 repubbliche autonome. Il primo treno con coloni arrivò nella regione dall'oblast' di Brjansk il 23 agosto 1946. Le famiglie si stabilirono a Gumbinnen. Il giorno successivo, 24 agosto, un treno carico di coloni dall'oblast' di Kursk arrivò nel distretto di Černjachovskij. I coloni furono insediati secondo il principio della fraternità. Inizialmente, ai coloni veniva concesso il viaggio gratuito verso il luogo di insediamento, l'esenzione fiscale e prestiti senza interessi per 10 anni. Gli alloggi vuoti dei precedenti proprietari si poterono scegliere e vennero forniti gratuitamente. Il tenore di vita pro capite era superiore alla norma nazionale. Spesso i nuovi coloni erano persone che avevano perso la casa durante la guerra. I giovani costituivano il 65% di tutti i coloni. Dopo la registrazione, i migranti ricevettero una "carta di reinsediamento" dall'ufficio del comandante.

## Organizzazione e amministrazione
Il maggiore generale Michail Vasil'evič Smirnov divenne il primo comandante sovietico di Königsberg. In precedenza, il 20 gennaio 1945, Gumbinnen fu presa. Sulle terre conquistate furono istituiti uffici per i comandanti militari. Il tenente colonnello I. V. Chudakov divenne il comandante di Gumbinnen, il maggiore N. S. Černikov di Stallupönen e il maggiore K. S. Shtan'ko di Eydtkuhnen. Sotto il comandante c'era un plotone. Dall'estate del 1945 al 1949, il comandante di Kaliningrad fu il maggiore generale Michail Andreevič Pronin. Sotto la sua amministrazione furono restaurati i lavori del porto marittimo e dell'impianto di ambra e fu aperta la prima scuola russa.
Il 7 aprile 1946, sul territorio della Prussia Orientale occupato dalle truppe sovietiche, venne costituita l'oblast' di Kenigsberg" (Kenigsbergskaja oblast) come parte della Repubblica Socialista Federativa Sovietica Russa. Il Territorio di Memel divenne parte della Repubblica Socialista Sovietica Lituana. L'utilizzo del territorio nella regione era controllato dai militari e, per soddisfare i loro bisogni, furono creati dei sovchoz (un'azienda agricola statale tipica dell'Unione Sovietica). Nel 1949, sulla base del nono sovchoz del distretto militare baltico, fu organizzata la stazione sperimentale di allevamento statale di Kaliningrad. Alla fine degli anni 1980 la regione era completamente autosufficiente per quanto riguarda cereali, patate, latte e carne. È stato creato ex novo un complesso per l'industria della pesca.

### Ridenominazione dei toponimi

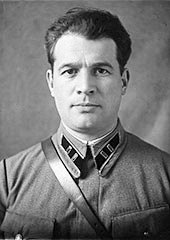
Il generale Černjachovskij, ucciso nella Prussia Orientale e immortalato in numerosi toponimi.

Il 4 luglio 1946 la città di Königsberg fu ribattezzata Kaliningrad, poiché il giorno prima era morto a Mosca l'eminente politico sovietico Michail Kalinin (infatti Kaliningrad in italiano si può tradurre in città di Kalinin). Nell'autunno del 1947 fu condotta una campagna per russificare i toponimi. I nomi precedenti furono sostituiti con quelli russi per perpetuare la memoria dei comandanti e degli scrittori russi. I villaggi rinominati di solito terminano in -ovo (Kutuzovo -ex Schirwindt-) e le città in -sk (Gvardejsk -ex Tapiau-, Sovetsk -ex Tilsit-, Černjachovsk -ex Insterburg-).

## Società
Dopo la guerra, nell'estate del 1945, alla Conferenza di Potsdam si decise di deportare in Germania la popolazione tedesca della Prussia Orientale; parte della Prussia Orientale fu trasferita alla Polonia e parte all'Unione Sovietica. Nell'ottobre 1947 iniziò la deportazione della restante popolazione tedesca (circa 139mila persone) verso il territorio tedesco, che durò fino al 1951. All'inizio degli anni 1950 il numero dei nuovi immigrati ammontava a circa 400mila persone. Nel 1959, la popolazione russa della regione ammontava a 473.861 persone. Entro il 2002 erano 786.885 persone ovvero l'82% della popolazione totale della regione. Secondo i dati del 2010, il numero della popolazione russa dell'oblast' in termini percentuali è aumentato all'86% e in termini quantitativi è sceso a 772.534 persone. Secondo i risultati del microcensimento del 2015, il 60,4% della popolazione era originaria della regione.

## Simboli e memoriali
Il 30 settembre 1945, a Kaliningrad, su iniziativa del generale Galitsky, fu aperto il Monumento alle 1200 guardie, il primo monumento agli eroi del fronte orientale nell'Unione Sovietica. Il monumento ha la forma di un obelisco di pietra, davanti al quale arde una fiamma eterna. Accanto al monumento sono presenti la Piazza della Vittoria e il Viale Gvardeysky. Nel 1956 a Sovetsk fu eretto il Monumento al Soldato Liberatore.
Dal 1953 al 1958, un monumento a Iosif Stalin si trovava in Piazza della Vittoria a Kaliningrad. Dopo la destalinizzazione al suo posto fu eretto il Monumento a Lenin. Il Monumento a Stalin fu inizialmente spostato in un parco tra il Viale di Lenin e la Via Teatral'naya, ma pochi anni dopo fu smantellato. Nel 1974, il piedistallo vuoto fu occupato dal monumento alla Madre Russia.
Nel 1959, sulla Piazza Kalinin di Kaliningrad fu eretto il Monumento a M. I. Kalinin.
Nel 2015 a Sovetsk è stato eretto un monumento ai primi coloni.
Uno degli elementi della degermanizzazione della regione fu la demolizione delle rovine del Palazzo Reale di Königsberg.